# Гришина, Пелагея Николаевна
Пелагея Николаевна Гришина (13 декабря 1925 — 1995) — передовик советского машиностроения, рабочая Брянского химического завода Министерства машиностроения СССР, Герой Социалистического Труда (1971).

## Биография
Родилась в 1925 году в посёлке Павловский, ныне Клинцовского района Брянской области в русской крестьянской семье. Завершила обучение в семи классах сельской школы.
Осенью 1943 года, после освобождения территории от немецкий оккупантов, была направлена по мобилизации в посёлок Сенцово. Работала на восстановлении военного завода № 121. В 1944 году трудоустроилась на этот же завод. Трудилась в мастерской основного снаряжения цеха № 1. С окончанием войны в родные места не вернулась, осталась работать на заводе. Предприятие выпускало мины, реактивные снаряды, системы залпового огня.
Была одним из лучших работников завода. Перевыполняла план на 150—160 %. отличный наставник для молодых.
Указом Президиума Верховного Совета СССР от 26 апреля 1971 года (закрытым) за получение высоких результатов в производстве Пелагее Николаевне Гришиной было присвоено звание Героя Социалистического Труда с вручением ордена Ленина и медали «Серп и Молот».
Была членом Брянского райкома КПСС, членом заводского парткома. Трудилась на заводе до выхода на заслуженный отдых.
Проживала в городе Сельцо. Умерла в 1995 году. Похоронена на городском кладбище.

## Награды
За трудовые успехи была удостоена:
- золотая звезда «Серп и Молот» (26.04.1971)
- орден Ленина (26.04.1971)
- Орден Трудового Красного Знамени (28.07.1966)
- Медаль «За трудовое отличие» (1950)
- другие медали.
- Лучший работник Министерства машиностроения СССР.